# Alexandre Gorbounov
Alexandre Vladimirovitch Gorbounov (en russe : Александр Владимирович Горбунов) est un cosmonaute russe né le 24 mai 1990 à Jeleznogorsk.

## Études
Gorbounov est né le 24 mai 1990 à Jeleznogorsk, dans l'oblast de Koursk.
En 2008, il est entré à l'Institut d'aviation de Moscou. De 2009 à 2012, il y suit une formation au sein du département militaire, avec une spécialisation en « exploitation et réparation d'avions, d'hélicoptères et de moteurs d'avion », en tant que lieutenant de réserve. De 2012 à 2014, il travaille comme technicien de RKK Energia. En 2014, il a obtenu son diplôme d'ingénieur de l'Institut avec une spécialisation dans les engins spatiaux et les étages supérieurs. 
Il pratique le vole en parapente et a environ 500 heures de vol à son actif.  

## Carrière d'ingénieur
Depuis mars 2014, il travaille comme ingénieur dans le département de conception des vaisseaux cargos. 

## Carrière de cosmonaute

Portraits officiels de l'équipage Crew-9 avec Nick Hague et Aleksandr Gorbunov.

Gorbounov est sélectionné cosmonaute en 2018. Le 24 novembre 2020, il a passé l'examen d'état après avoir suivi une formation générale d'astronaute. Le 2 décembre 2020, sur décision de la Commission interministérielle de qualification, il devient cosmonaute d'essai.

### Expéditions 71/72
En janvier 2024, il est assigné à la mission Crew-9. Il séjournera ainsi 6 mois dans l'ISS en 2024-25 dans le cadre de l'expédition 72. Il est également désigné doublure du cosmonaute Alexandre Grebionkine, en tant que spécialiste de mission du vol Crew-8 et membre de l'expédition 71.